# Кортанце
Кортанце (итал. Cortanze) — коммуна в Италии, располагается в регионе Пьемонт, в провинции Асти.
Население составляет 279 человек (2008 г.), плотность населения составляет 63 чел./км². Занимает площадь 4 км². Почтовый индекс — 14020. Телефонный код — 0141.
Покровителем коммуны почитается священномученик Власий Севастийский (San Biagio), празднование 3 февраля.

## Демография
Динамика населения:

## Администрация коммуны
- Официальный сайт: http://www.comune.cortanze.at.it